# Santo Tomás (Kolumbia)
Santo Tomás – miasto w północnej Kolumbii, w departamencie Atlántico. Jest położone w dolinie rzeki Magdalena, około 20 km na południe od miasta Barranquilla. Według spisu ludności z 30 czerwca 2018 roku miasto liczyło 28 095 mieszkańców. 

## Urodzeni w Santo Tomás
- Luis Muriel, piłkarz[2]